# Kim tự tháp Trắng
Kim tự tháp Trắng của Amenemhat II là kim tự tháp thứ 2 được xây dựng sau kim tự tháp Bent của pharaon Sneferu tại Dahshur, nằm ở phía đông kim tự tháp Đỏ. Nó còn được gọi là "Kim tự tháp tráng lệ" hay "Được ban cho Amenemhat". Ngày nay nó chỉ còn là một đống cát bụi, không xứng với cái tên "Kim tự tháp tráng lệ" của nó. Chiều cao của kim tự tháp vĩnh viễn không được biết đến, nhưng chiều dài của các cạnh được ước lượng là khoảng 50 mét.
Cái tên "Kim tự tháp Trắng" bắt nguồn từ lớp đá vôi trắng sáng của nó, mặc dù ngày nay nó không còn được như vậy nữa. Vì lý do nào đó, Amenemhet II và là người kế vị Senusret I con ông, đã chọn xây dựng kim tự tháp của ông mình tại Dahshur, chứ không phải tại Lisht như hai người tiền nhiệm của ông.

## Khu phức hợp kim tự tháp
Jacques de Morgan đã tiến hành một cuộc khai quật các nghiên cứu vào năm 1984 - 1985. Tuy nhiên, ông chỉ tập trung vào những ngôi mộ xung quanh mà quên đi việc tìm ra vết tích của những đền thờ bên trong phức hợp. Thực tế, cũng không có một viên gạch nào còn sót lại từ các đống tàn dư ấy, vì thế khó mà xác định được kích thước của kim tự tháp.
Lõi của kim tự tháp được xây từ những khối đá vôi bọc cát, sau đó lại được bọc thêm một lớp đá vôi mỏng nữa, được xây tương tự như kim tự tháp của Senusret I. Đây là kim tự tháp cuối cùng có lối vào nối với một nhà nguyện ở phía bắc. Hành lang xây bằng đá vôi, trần được thiết kế hình dạng mái đầu hồi với các phiến đá vôi tựa vào nhau. Hai cánh cửa bằng granite chặn lại trước khi vào phòng mộ một đoạn ngắn.
Cũng giống như hành lang, trần của phòng mộ cũng mang hình dáng của mái đầu hồi. Căn phòng này có nhiều điểm khá đặc biệt. Tường phòng được đục 4 hốc, riêng bức tường đối diện cửa vào có 2 hốc, có lẽ là nơi để đặt tượng thờ của nhà vua. Cỗ quan tài bằng thạch anh của Amenemhat II được đặt ở cuối bức tường phía tây. Phía cuối căn phòng là nơi đặt chiếc rương đựng các bình chứa nội tạng của nhà vua.
Đền thờ ở phía đông của kim tự tháp đã bị hủy hoại hoàn toàn, những mảnh vỡ tìm được của nó rất ít. Ngôi đền này được gọi là "Ánh sáng là niềm vui của Amenemhat". Một cổng đá granite tựa như cấu trúc của một tháp môn nằm ở phía đông, một con đường đắp cao dẫn đến một ngôi đền thung lũng. Đến nay, đền thung lũng vẫn chưa được tìm thấy do không có bất cứ một cuộc khai quật chính thức nào.
Toàn bộ khu phức hợp của Amenemhat II được bọc trong một bức tường hình chữ nhật, một cấu trúc được tìm thấy ở hầu hết các kim tự tháp khác.

## Những ngôi mộ
Phía tây của kim tự tháp là những ngôi mộ của các thành viên trong hoàng tộc. Đó là mộ của 5 người con của Amenemhat II: Hoàng tử Amenemhatankh và 4 công chúa: Ita, Khnumet, Itiueret và Sithathormeret. Những gì tìm được trong những ngôi mộ này là những cỗ quan tài bằng gỗ, những rương đựng bình chứa nội tạng và những hũ lọ bằng thạch cao đựng dầu thơm.

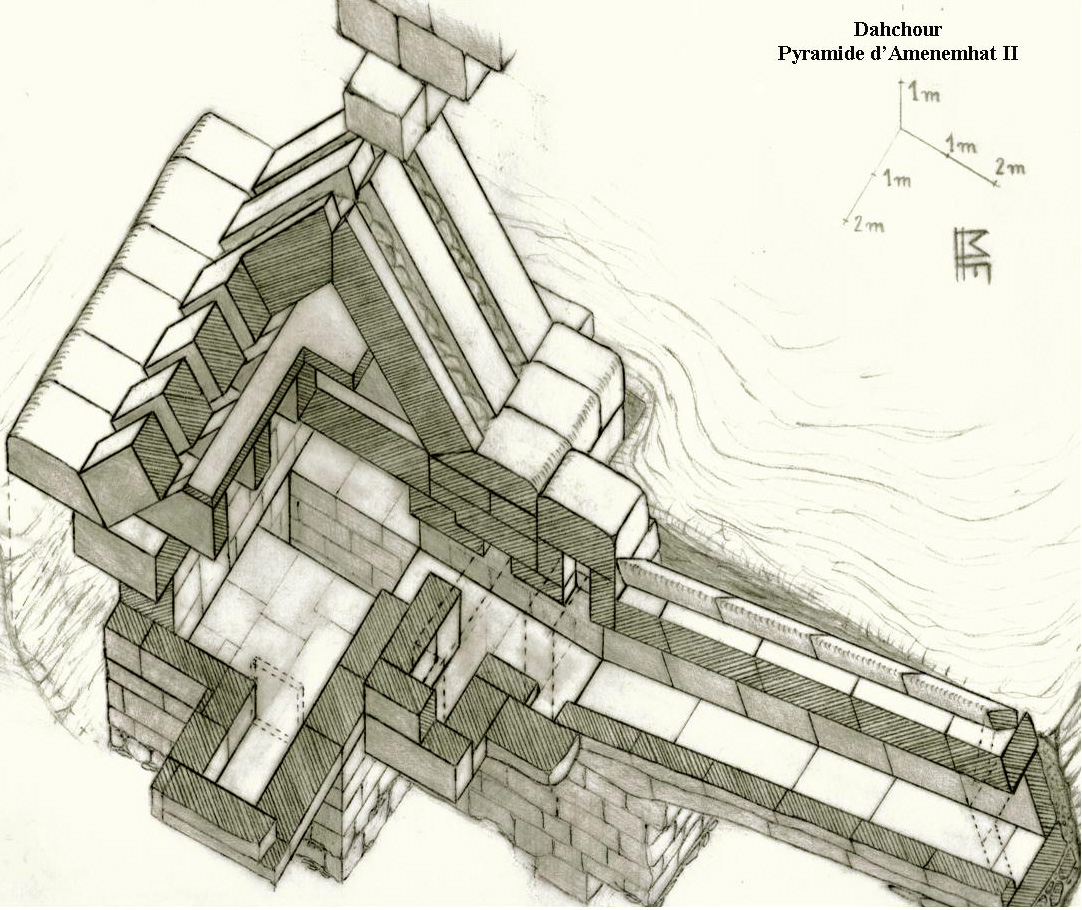
Cấu trúc bên trong kim tự tháp

Morgan cũng tìm được rất nhiều trang sức từ mộ của 2 công chúa Ita và Khnemet. Điều này đã thu hút sự chú ý của ông.